# Convento de Nuestra Señora de Gracia (Sevilla)

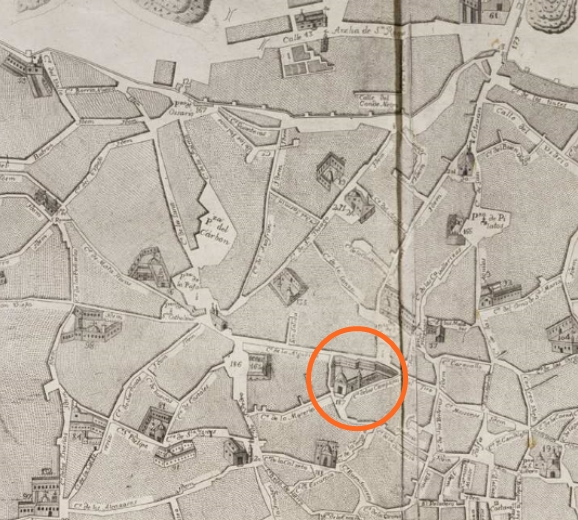
Convento de Nuestra Señora de Gracia (señalado en naranja). Plano de Sevilla del asistente Pablo de Olavide de 1771

El convento de Nuestra Señora de Gracia fue un establecimiento religioso fundado  en el siglo XVII por la orden de trinitarios descalzos, que se levantaba en la actual plaza Cristo de Burgos de Sevilla (Andalucía, España). Fue desamortizado en 1835. Solo se conserva parte de la iglesia del convento.

## Historia
A instancias de san Juan Bautista de la Concepción, los trinitarios descalzos se instalaron en Sevilla en 1607. El convento se situó a extramuros, en el barrio de la Calzada. El primer prior fue Gabriel de la Asunción. Al año siguiente el convento se trasladó a otro inmueble más grande en el mismo barrio, más cerca de la Cruz del Campo, alquilado a Pedro Núñez Pérez. A los dos años no pudieron pagar el alquiler y, por orden judicial, fueron desalojados. María de Solís y Miranda, esposa de Pedro Méndez Márquez, general y caballero de la Orden de Santiago, les cedió unas casas de su propiedad en la plazuela del Mesón del Rey (también conocida como "de la Vinatería", por el gran número de bodegas que había en el entorno), en la collación de San Pedro y San Ildefonso. Se instalaron en este lugar en 1610. La iglesia fue realizada en el siglo XVII por el arquitecto Juan de Segarra y el maestro albañil Francisco Escalante. La torre es de 1768.
En 1755 en el convento había 75 religiosos. En 1810, con la invasión francesa de Sevilla, el convento fue exclaustrado. El inmueble sufrió destrozos y sus cuadros fueron expoliados. Tras la expulsión de los franceses, los frailes regresaron y acometieron obras de reparación. Encargaron un nuevo retablo mayor y nuevos retablos para los lados del templo. En 1821 el papa Pío VII beatificó a Juan Bautista de la Concepción, lo que fue conmemorado por los frailes con misas solemnes y procesiones. Juan Bautista de la Concepción fue canonizado por Pablo VI en 1975.
El convento fue desamortizado en 1835. Fue utilizado como cuartel de la Compañía de Migueletes. Posteriormente, fue vendido y parte fue usado para una fábrica de telas y otra parte como casa de vecindad.
La iglesia permaneció abierta al público tras la desamortización. El régimen surgido de la Revolución de 1868 accedió a la petición del Club Popular Café de Emperadores para usarlo como sede. En el siglo XX el convento fue usado como taller de carruajes y almacén de droguería. En 1979 el inmueble padeció un incendio que afectó a la arquitectura de la iglesia. En los años 80 y 90 se construyeron casas en el entorno que encajonaron los restos del convento.
En la actualidad solo se conservan dos tramos de la iglesia, la portada lateral y la torre. Es de la Hermandad del Cristo de Burgos.

## Patrimonio procedente del convento
En el claustro había ocho pinturas de la Virgen, expoliados en la invasión francesa de Sevilla de 1810 y vendidos posteriormente en el extranjero:
- Nacimiento de la Virgen. Colección particular. México.[6]
- Desposorios de la Virgen. Museo de Arte de Carolina del Norte. Raleigh. Estados Unidos.[6]
- Anunciación. Paradero desconocido.[7]
- Descendimiento de la Cruz. Colección particular.[6]
- Dormición de la Virgen. En 1930 fue comprado por Adolfo Marx, en Barcelona. Fue saqueado en 1636. Paradero desconocido.[7]
- Asunción de la Virgen. Paradero desconocido.[7]
- La Virgen con san Juan de Mata y san Félix de Valois. Adquirida por lord Brocket en 1937. Brocket Hall, Welwyn Hatfield, Reino Unido.[7]
- La Virgen en el Convento de Ciervoles. Paradero desconocido.[8]

El claustro tenía frescos de Lucas Valdés, que se encuentran en paradero desconocido.
En el templo se encontraba un cuadro de la Virgen de los Ángeles, que se encuentra en paradero desconocido.
En 1870 constan estos enseres del convento en los siguientes lugares:
- Retablo del Cristo de la Redención. Iglesia de Nuestra Señora de la Oliva. Salteras.
- Facistol. Iglesia del Salvador. Sevilla.
- Pilas de agua bendita. Iglesia de Santa María de las Nieves. La Rinconada.